# Palazzo delle Ferrovie dello Stato
 (février 2020).
Le Palazzo delle Ferrovie dello Stato (en français, Palais des Chemins de Fer d'Etat) est un monumental palais éclectique du XIXe siècle situé à Trieste. Le palais se trouve au centre de la ville, sur la Piazza Vittorio Veneto, mais également accessible depuis les rues Milano, Galatti et Filzi. Le bâtiment se compose de cinq étages hors sol.
Actuellement, à la suite de la mise en œuvre d'un plan de transfert des bureaux des Chemins de fer vers d'autres structures, le bâtiment est vide et a été mis en vente.

## Histoire
Le bâtiment de la Direction départementale des chemins de fer de l'État a été construit entre 1894 et 1895 sur un projet de l'architecte Raimondo Sagors.
Le bâtiment abritait certaines activités commerciales au rez-de-chaussée, tandis qu'à l'arrière du bâtiment à l'époque fasciste, il y avait le Teatro del Dopolavoro Ferroviario, devenu le Cinéma Vittorio Veneto, inauguré en 1949.

## Futur et hypothèse de réutilisation
Depuis 2004, et l'annonce du transfert des dépendances des Chemins de Fer dans d'autres sites, on parle de l'acquisition du palais par la Région du Frioul-Vénétie Julienne. L'acquisition, en fait se basait sur les compléments des opérations d'acquisitions et de vente d'autres édifices.
Depuis 2008 les Chemins de Fer ont annoncé la vente du palais, mais sans succès.

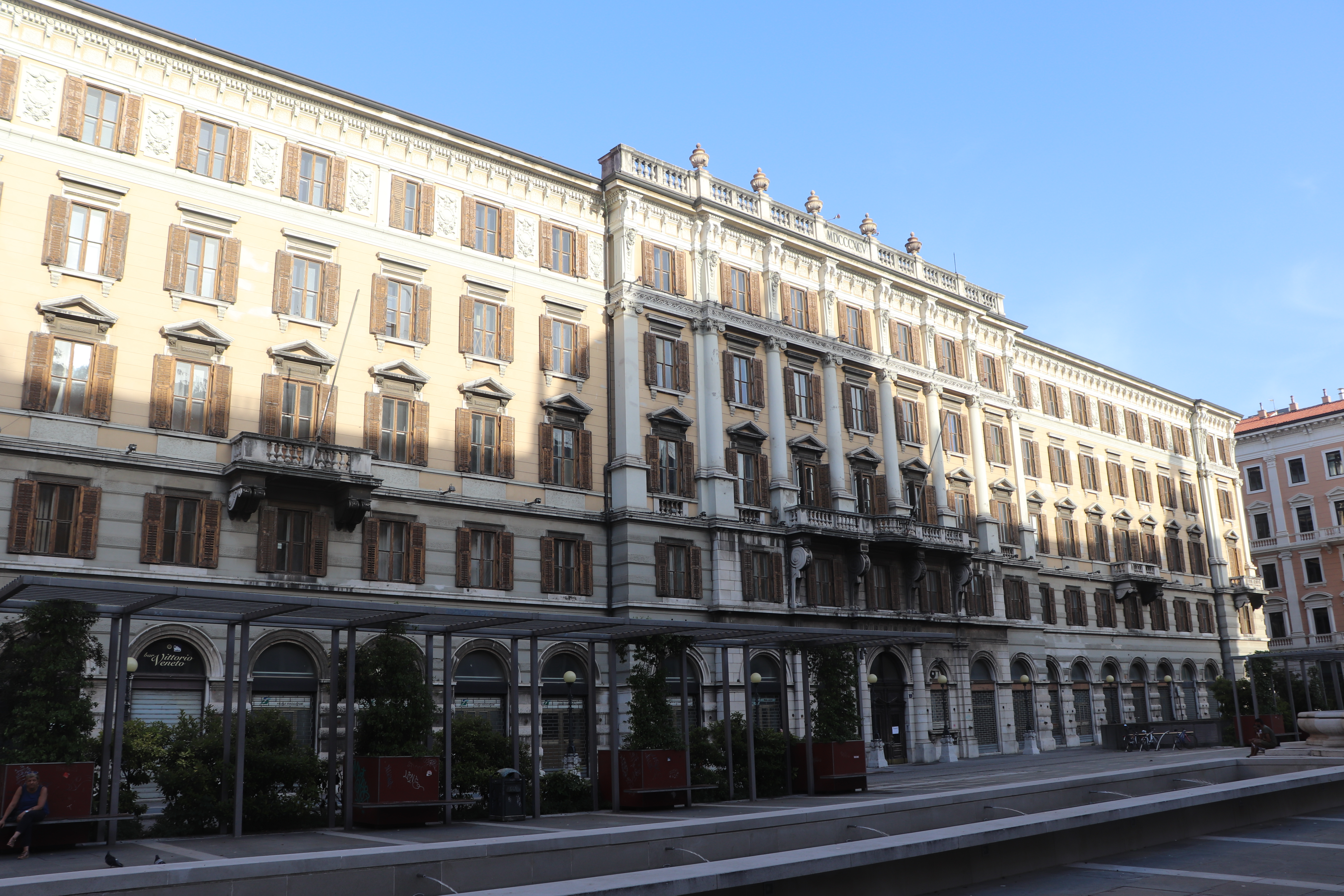